# ESC Ulm
Der Eisenbahn Sportclub Ulm ist ein Sportverein aus Ulm.

## Geschichte
1929 wurde mit Unterstützung der Reichsbahn von Bahnarbeitern der Reichsbahn-Turn- und Sportverein Ulm gegründet. Schnell entstanden verschiedene Abteilungen: Neben einer Fußball- und einer Gymnastik- und Leichtathletik-Abteilung wurden eine Schützen-, eine Schneelauf- und eine Kegelabteilung geschaffen.
1935 wurde auch Postbediensteten die Mitgliedschaft gewährt, daraufhin nannte sich der Verein in Reichsbahn- und Postsportverein Ulm um. Parallel wurde das Spektrum der angebotenen Sportarten um Schwerathletik und Handball erweitert.
Als 1940 der benachbarte Klub FV Sportfreunde Ulm in Schwierigkeiten geriet, kam es zu Fusionsverhandlungen, um einen stabilen Verein in der Ulmer Weststadt zu etablieren. Im März des Jahres wurde der Zusammenschluss zwischen Sportfreunde Ulm und Reipo Ulm vollzogen.
Der Zweite Weltkrieg ließ die sportlichen Aktivitäten und das Vereinsleben zum Erliegen kommen. Jedoch wurde bald nach Kriegsende beschlossen, den Verein zu reaktivieren. Allerdings verfügten die Besatzungsmächte, dass der alte Name nicht fortgeführt werden durfte, somit taufte man den neubelebten Verein in Sportclub Ulm. 1949 erhielt der Klub seinen aktuellen Namen, Eisenbahn Sportclub Ulm. 1952 wurde das Vereinsheim eröffnet, das durch den Bau von Kegelbahnen finanziert wurde. Diese wurden 1972/73 umgebaut. Im selben Jahr bildete sich eine Tennisabteilung im Verein. Ab 1974 veranstaltete der Verein in Ulm das „Weststadtfest“.
1985 bis 1987 wurde das Vereinsheim umgebaut und erweitert. 1988 wurde das „Weststadtfest“ auf drei Tage reduziert, 1991 ganz eingestellt.

## Abteilungen
Der ESC Ulm verfügt über acht Abteilungen:
- Kegeln
- Tennis
- Gymnastik (mit Volleyball)
- Fußball
- Tischtennis
- Taekwondo
- Angeln

Ein Teil der Mannschaften aus den einzelnen Bereichen hat überregionale Aufmerksamkeit auf sich gezogen.

### Kegeln
Die Kegelabteilung ist der erfolgreichste Bereich des Vereins. In den vergangenen Jahren spielten die Damen- und Herrenmannschaften immer wieder in der 1. und 2. Bundesliga. Im März 1988 richtete der ESC Ulm die Deutschen Eisenbahnermeisterschaften im Kegeln aus. Im Juni 1994 wurden die Kegelweltmeisterschaften der Eisenbahner durch die Abteilung organisiert. Jedes Jahr wird kurz nach Neujahr das hochklassige Top12 Turnier organisiert, bei dem die besten 12 Damen und Herren aus den deutschen Ligen kegeln.

### Fußball
1938 stieg die 1930 etablierte Mannschaft in die Bezirksklasse auf, der beginnende Krieg bremste jedoch die Aktivitäten. 1946 wurde die neu gegründete Mannschaft der Bezirksklasse Gruppe Donau/Iller zugeordnet. Nach einem Mittelfeldplatz im ersten Jahr gelang in den folgenden Jahren die Etablierung in der Spitzengruppe. 1950 gelang die Bezirksmeisterschaft, die zur Teilnahme an den Aufstiegsspielen zur Landesliga Württemberg, seinerzeit die zweithöchste Spielklasse Deutschlands, berechtigte. Dort setzte sich die Mannschaft durch. Jedoch verpasste die Mannschaft den Klassenerhalt deutlich mit neun Punkten Rückstand auf die SG Untertürkheim und musste mit nur zwölf Punkten aus 24 Spielen als Tabellenvorletzter direkt wieder absteigen. In der Saison 1950/51 konnte der erstmals als Amateurwettbewerb ausgetragene WFV-Pokal gewonnen werden, im Endspiel wurde die TSG Öhringen mit 3:0 besiegt. Den Erfolg aus dem Pokal konnte man in der A-Klasse fortsetzen, wo die Meisterschaft gelang. Jedoch scheiterte die Mannschaft in den Aufstiegsspielen.
In den folgenden Jahren spielte die Mannschaft des ESC Ulm um den Aufstieg mit, konnte sich jedoch nicht mehr durchsetzen. Auch im Bezirkspokal gehörte der Klub regelmäßig zum Favoritenkreis, es dauerte jedoch bis 1961, ehe der erste Titel errungen wurde. 1973 erfolgte der Abstieg in die B-Klasse, 1976 gelang die Rückkehr in die A-Klasse. Nachdem die Mannschaft wegen Regenerierungsarbeiten nicht auf dem eigenen Platz spielen konnte und auf den Platz des VfB Ulm ausweichen musste, stieg sie 1979 wieder in die B-Klasse ab. Erst 1988 gelang der Wiederaufstieg in die Bezirksliga, 1990 folgte der Wiederabstieg. 1993 wurde der ESC Ulm Meister der Kreisliga A und Bezirkspokalsieger. Auch in der folgenden Saison spielte man in der Bezirksliga vorne mit, wurde aber am Ende der Saison von der zweiten Mannschaft des SSV Ulm 1846 abgefangen, die in die Landesliga aufstiegen. Immerhin konnte der Titel im Bezirkspokal verteidigt werden.
Auch in den folgenden Jahren wurde der Ruf der Fahrstuhlmannschaft gefestigt: Die Mannschaft des ESC stieg 1998 aus der Bezirksliga ab, schaffte aber den sofortigen Wiederaufstieg. Jedoch erreichte der Klub 2000 nur den Relegationsplatz und musste nach einer Niederlage im Elfmeterschießen wieder in die Kreisliga A. 2003 ging es sogar in die Kreisliga B, aus der der Klub 2005 wieder aufstieg.

### Tennis
Die Tennisabteilung des ESC Ulm wurde am 8. Oktober 1971 gegründet. Nach dem anfangs noch Plätze und Hallen gemietet werden mussten, konnte 1975 das eigene Tennisgelände eröffnet werden. Auf Amateurebene waren die verschiedenen Mannschaften des Klubs erfolgreich und konnten bis in die höchsten Spielklassen des WTB aufsteigen.

### Tischtennis
Seit 1946 wird beim ESC Ulm Tischtennis gespielt. 1950 gelang der Aufstieg in die Bezirksklasse. In den folgenden Jahren wurde die 1. Mannschaft mehrmals Bezirksmeister, jedoch gelang erst 1954 der Aufstieg in die Landesliga, seinerzeit die zweithöchste Spielklasse. Nach dem direkten Wiederabstieg dauerte es zwei Jahre, ehe die Mannschaft sich erneut für die Landesliga qualifizierte. Dort spielte sie bis 1959. Nachdem 1963 wegen diverser Abgänge beinahe der Spielbetrieb eingestellt wurde, tritt die Tischtennisabteilung des ESC Ulm mittlerweile mit mehreren Mannschaften in der Kreisklasse an.
In Kooperation mit der örtlichen Justizvollzugsanstalt nehmen zeitweise Freigänger am Sportbetrieb der Tischtennisabteilung teil.